# Kopparesjön
Kopparesjön är en sjö i Olofströms kommun i Blekinge och ingår i Skräbeåns huvudavrinningsområde. Kopparesjön ligger i Kullan Natura 2000-område.